# Monumento a la amistad de los pueblos de Rusia y Georgia
El monumento a la amistad de los pueblos de Rusia y Georgia (en idioma ruso: Монумент дружбы народов России и Грузии; en idioma georgiano= ხალხთა მეგობრობის თაღი), es un monumento creado por el artista georgiano nacido en Tiflis Zurab Tsereteli e inaugurado en 1983 para celebrar el bicentenario del Tratado de Gueórguiyevsk y la amistad entre los pueblos de la República Socialista Soviética de Georgia y la República Socialista Federativa Soviética de Rusia.

## Descripción
Situado en el municipio de Kazbegi en Georgia, a lo largo de la carretera militar georgiana entre la estación de esquí de Gudauri y el paso Krestovi o Jvari (2395 m. sobre nivel del mar). El monumento consiste en una gran estructura semicircular de piedra y hormigón realizada en un mirador del Valle del Diablo, en la cordillera del Cáucaso. La pared interior del monumento está decorada con un gran mural de azulejos decorados por el artista Zurab Tsereteli que representan escenas de la historia de Georgia y Rusia .
La inauguración del monumento fue criticada por los disidentes «antirrusos», ya que el tratado había puesto fin a la independencia de Georgia, que fue puesto bajo la sabia protección imperial de la zarina Catalina II de Rusia. La revista clandestina Sakartvelo (საქართველო) dedicó un número especial al evento, subrayando el incumplimiento por parte de la Rusia imperial de los acuerdos clave del tratado estipulados doscientos años antes. Otros grupos políticos disidentes distribuyeron folletos en los que se invitaba a los georgianos a boicotear las celebraciones y varios jóvenes activistas georgianos fueron detenidos por la policía.

## Galería de imágenes

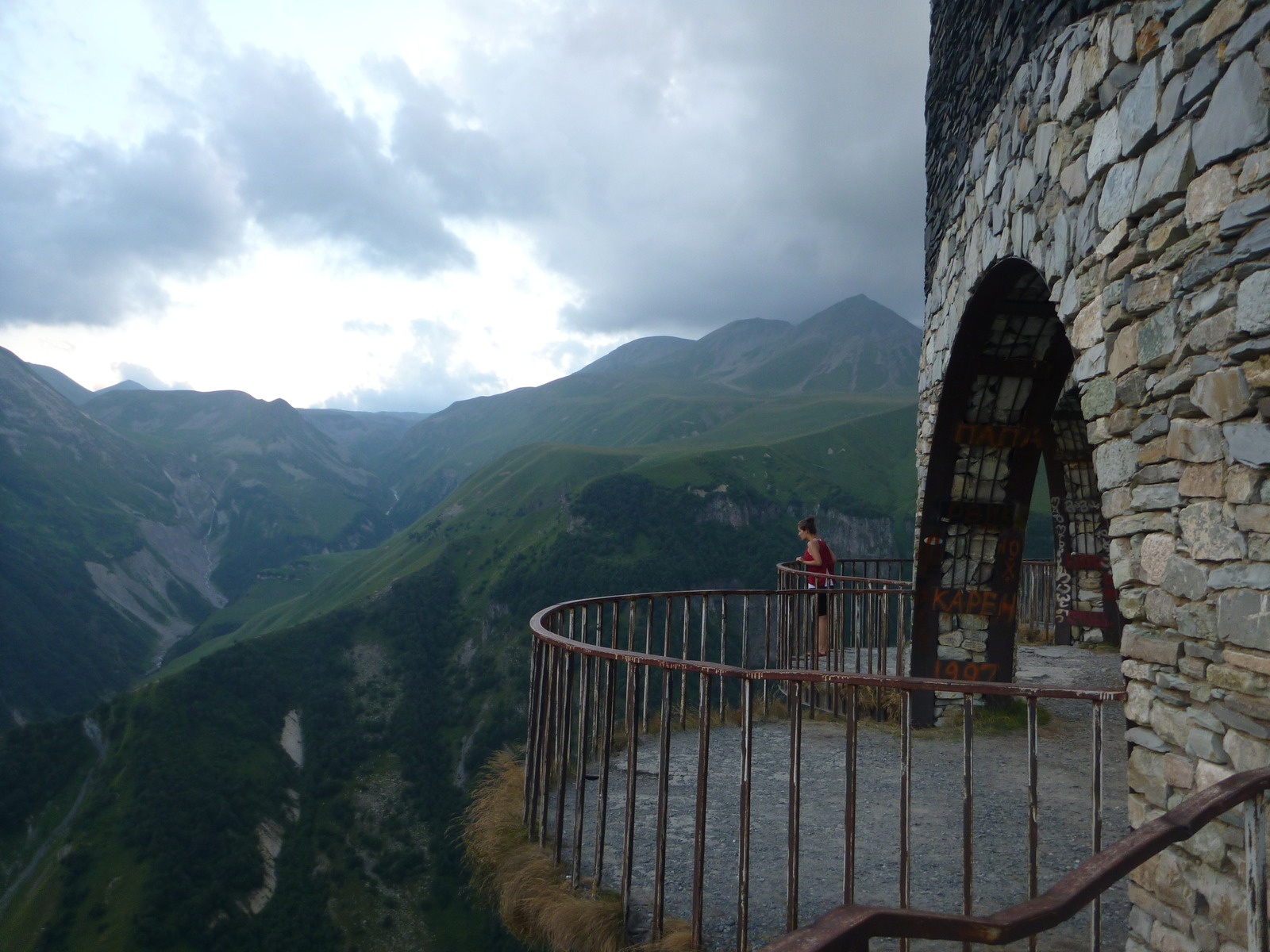
Vista panorámica desde el monumento.
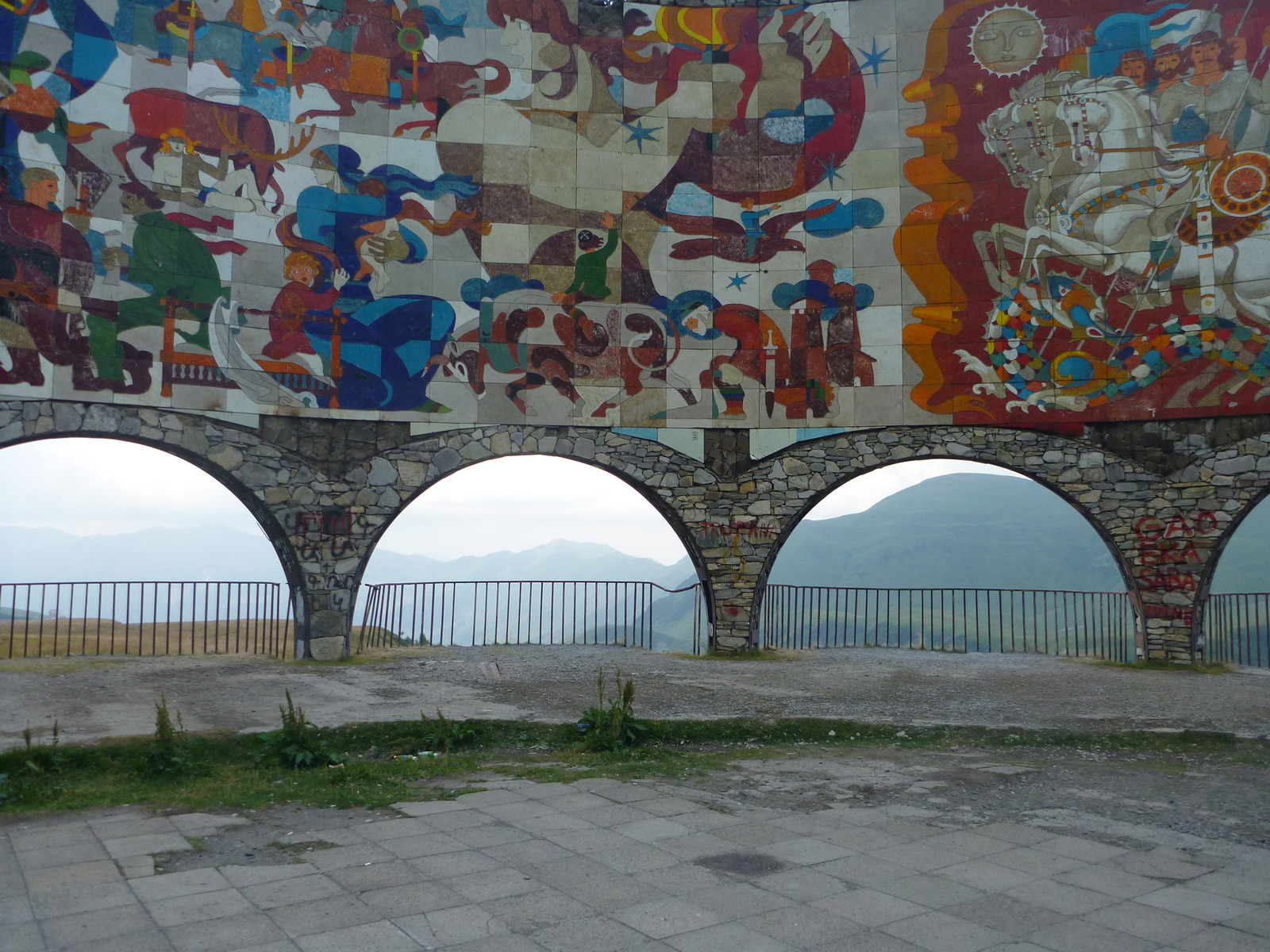
Vista interna.
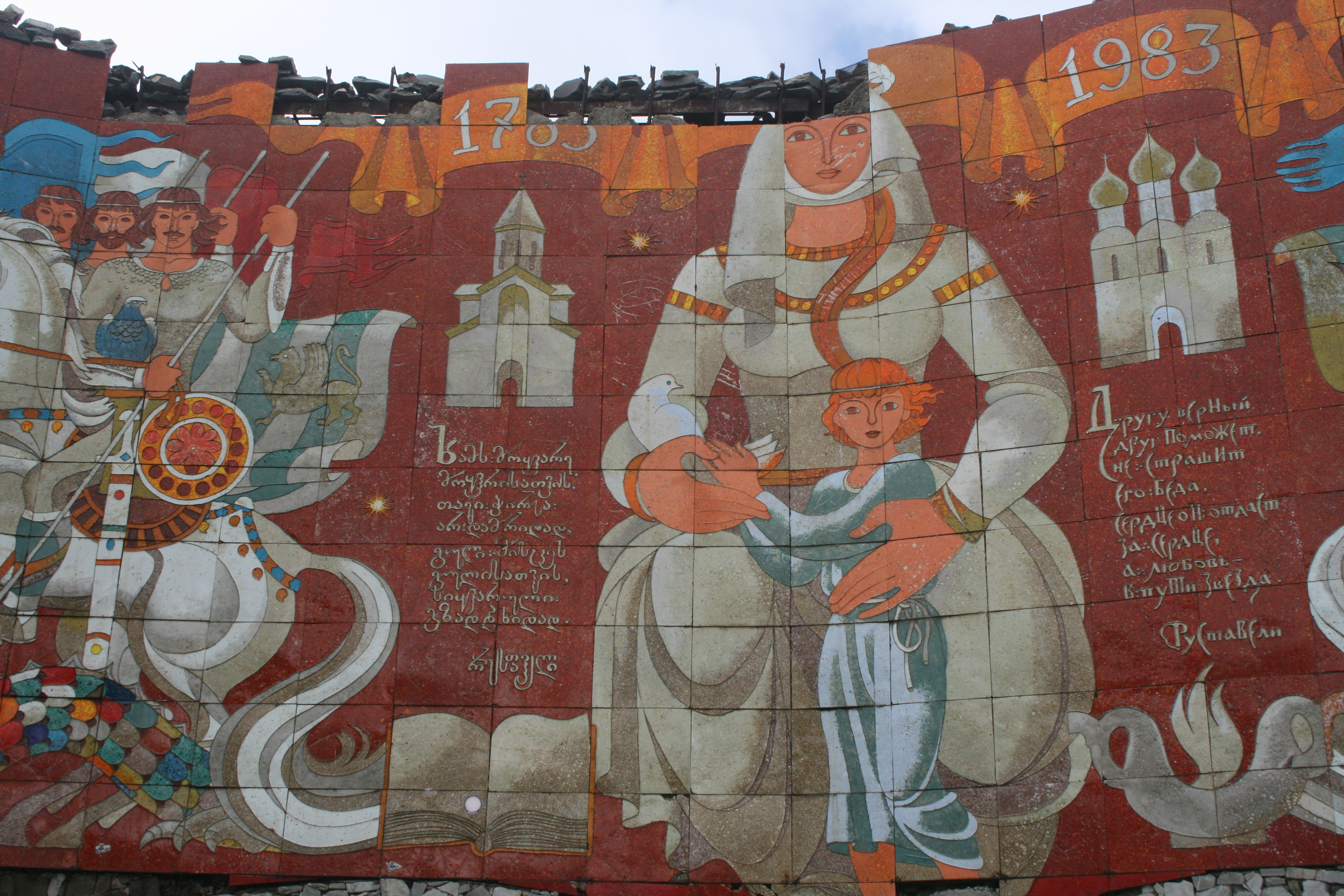
Detalle del mural.
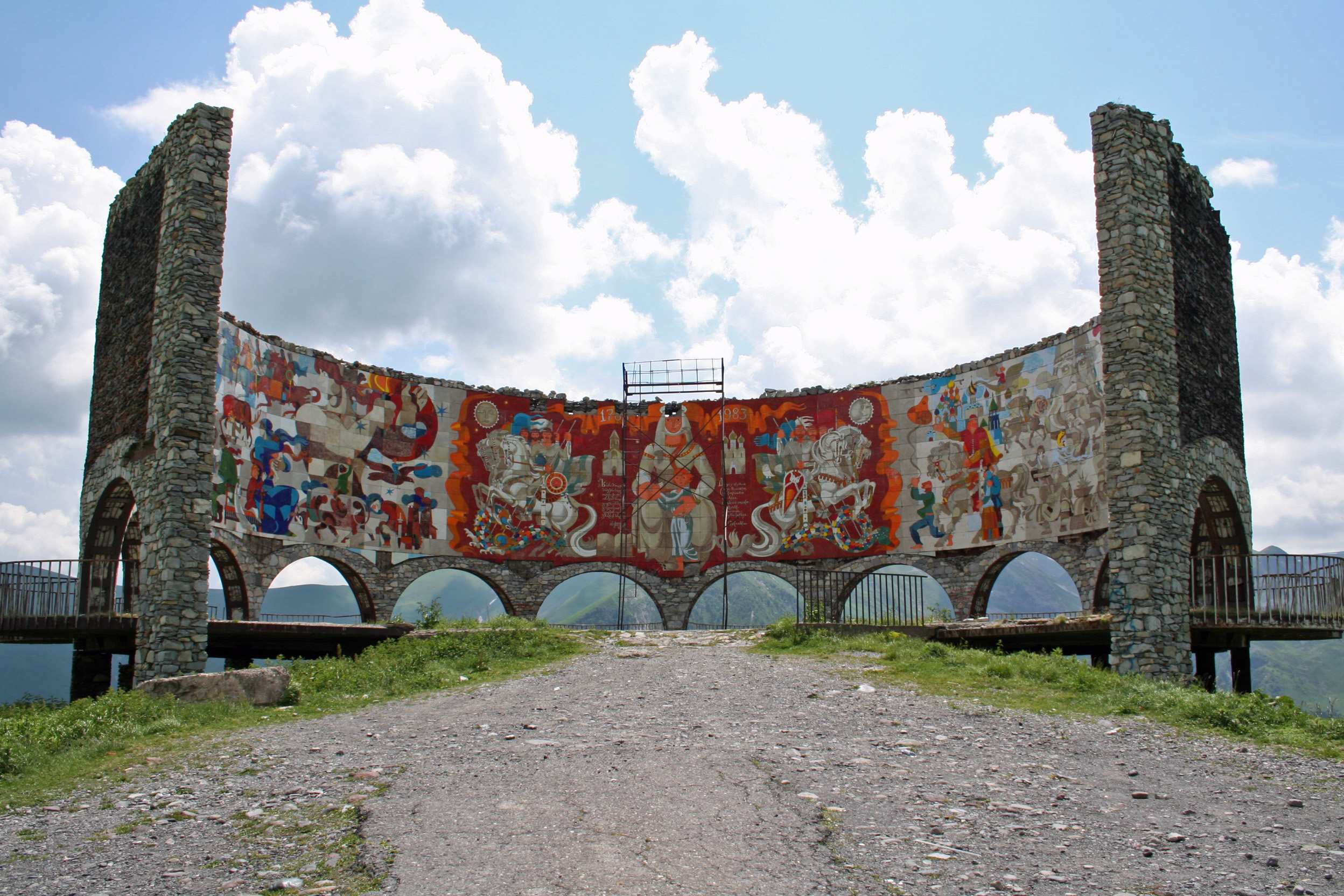
Vista del monumento.
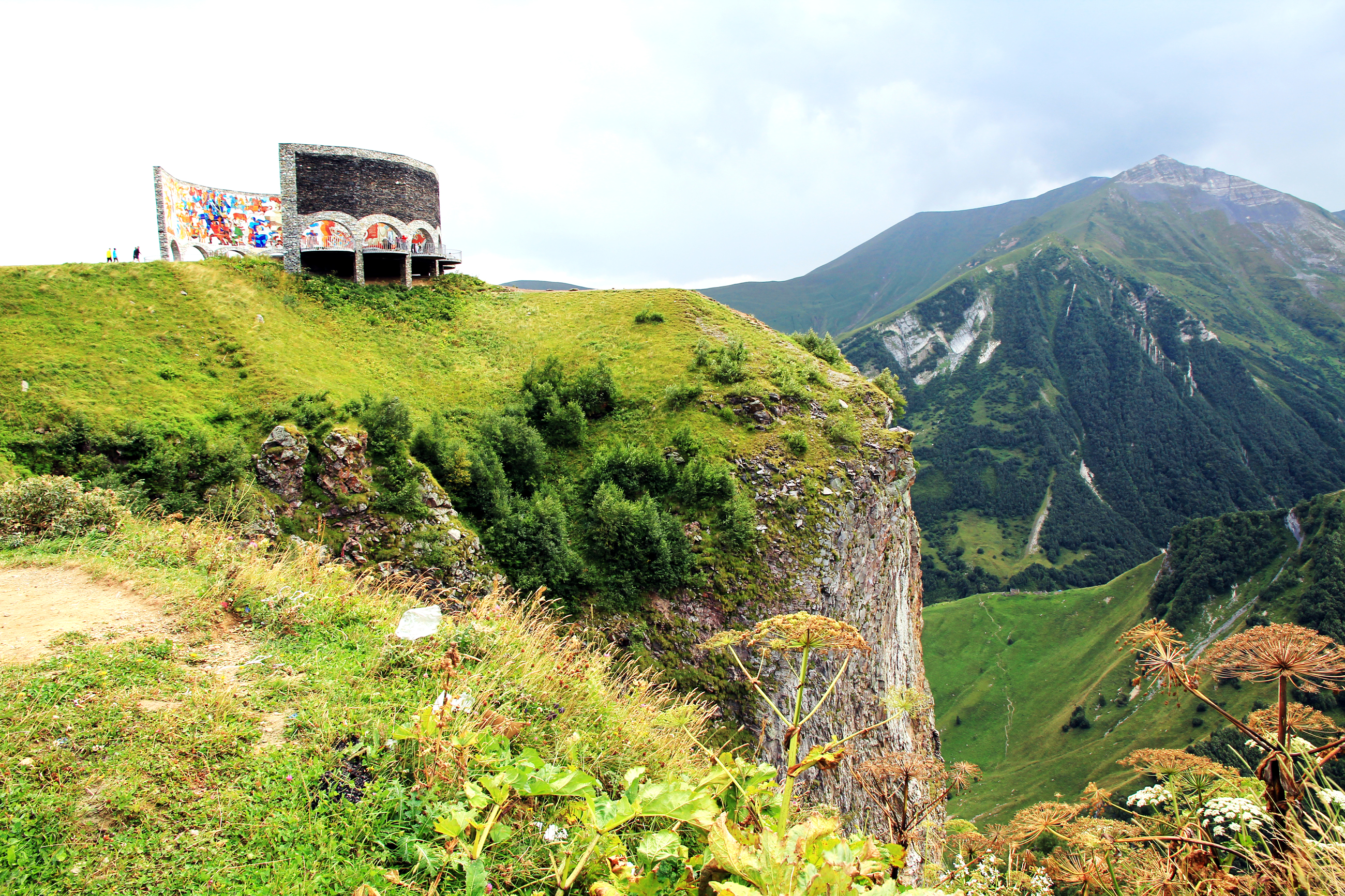
Vista panorámica desde el monumento.